# Officier
Pour les articles homonymes, voir Officier (homonymie).

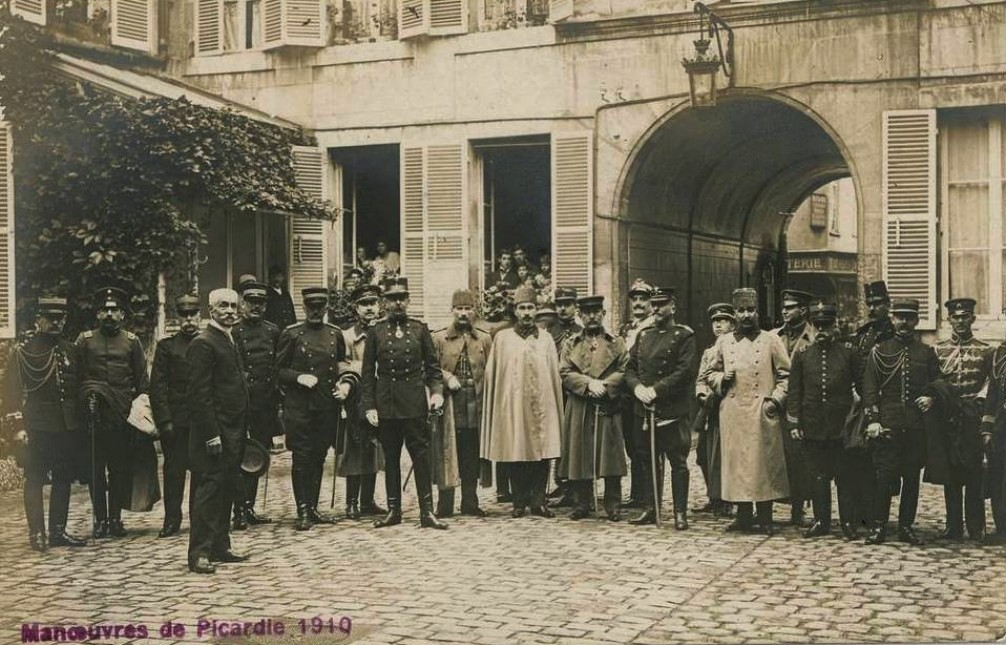
Un groupe d'officiers venu observer les grandes manœuvres de l'armée française en septembre 1910 en Picardie.

Un officier est un membre d'une force armée ou d'un service public en uniforme (police, sapeurs-pompiers, etc.) qui détient une position d'autorité hiérarchique élevée indiquée par des grades distinctifs (barres, chevrons, aigles, étoiles, par exemple) ainsi que par d'autres marques. La composition et les types de grades d'officiers varient selon les pays et selon les forces militaires.
Dans le cas des forces armées, l'officier est un militaire titulaire d'un commandement en rapport avec son grade.
Pratiquement toutes les forces armées du monde distinguent trois sortes d'officiers (qui sont, pour les anglophones, des commissionned officers) :
- les officiers généraux ;
- les officiers supérieurs ;
- les officiers subalternes.

Sous leurs ordres, se trouvent les sous-officiers (en anglais non-commissionned officers, NCO).

## En France

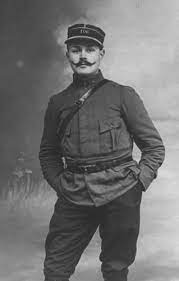
Maurice Genevoix, sous-lieutenant durant la Première Guerre Mondiale.

### Armée
En France, les officiers sont répartis entre quatre armes différentes :
- Armée de terre ;
- Marine nationale ;
- Armée de l'air et de l'espace ;
- Gendarmerie nationale qui comprend également la Garde républicaine.

En 2022, les officiers représentent moins de 15% des effectifs militaires français. En 2023, les officiers de l'Armée de l'air sont au nombre de 6 654, pour 44 121 militaires, soit environ 15%. Ce taux est de 12% dans l'Armée de terre ainsi que dans la Marine nationale.

## Au Luxembourg

### Armée
Les officiers dirigent et encadrent l'armée luxembourgeoise. Leur formation se fait en plusieurs étapes :
1. formation générale de base, dispensée soit à l'École royale militaire à Bruxelles soit aux écoles militaires de Coëtquidan ;
2. formation de spécialisation de base, dispensée à l'école de cavalerie à Héverlée (Belgique) ;
3. formation de spécialisation avancée et formation d'officier d'État-major ;
4. études militaires supérieures, dispensées à l'École de guerre à Paris, ou à l'institut royal supérieur de défense à Bruxelles ;
5. formations et qualifications supplémentaires.